# Orminge vattentorn
Orminge vattentorn är ett vattentorn i Nacka kommun, beläget i Orminge. Tornet är täckt av aluminiumpaneler och har formen av en svamp. Det är 32 meter högt och rymmer 12 300 kubikmeter vatten. Det stod klart 1971. Arkitekt var Ulf Gillberg.